# 10 Pułk Artylerii Haubic
10 pułk artylerii haubic – pułk artylerii polskiej ludowego Wojska Polskiego.
Sformowany we wsi Ugrojedy pod Sumami rozkazem dowódcy 1 Armii Polskiej w ZSRR nr 001 z 1 kwietnia 1944. Przysięgę żołnierze pułku złożyli 7 sierpnia 1944 w Żynynie Solnym.

## Dowódcy pułku
- ppłk Aleksander Gorochow – do 29 kwietnia 1945
- mjr Anatol Bass

## Skład etatowy
- Dowództwo i sztab
- pluton topograficzny
- 1 dywizjon artylerii haubic
  - trzy baterie artylerii haubic
- 2 dywizjon artylerii haubic
  - dwie baterie artylerii haubic
- park artyleryjski

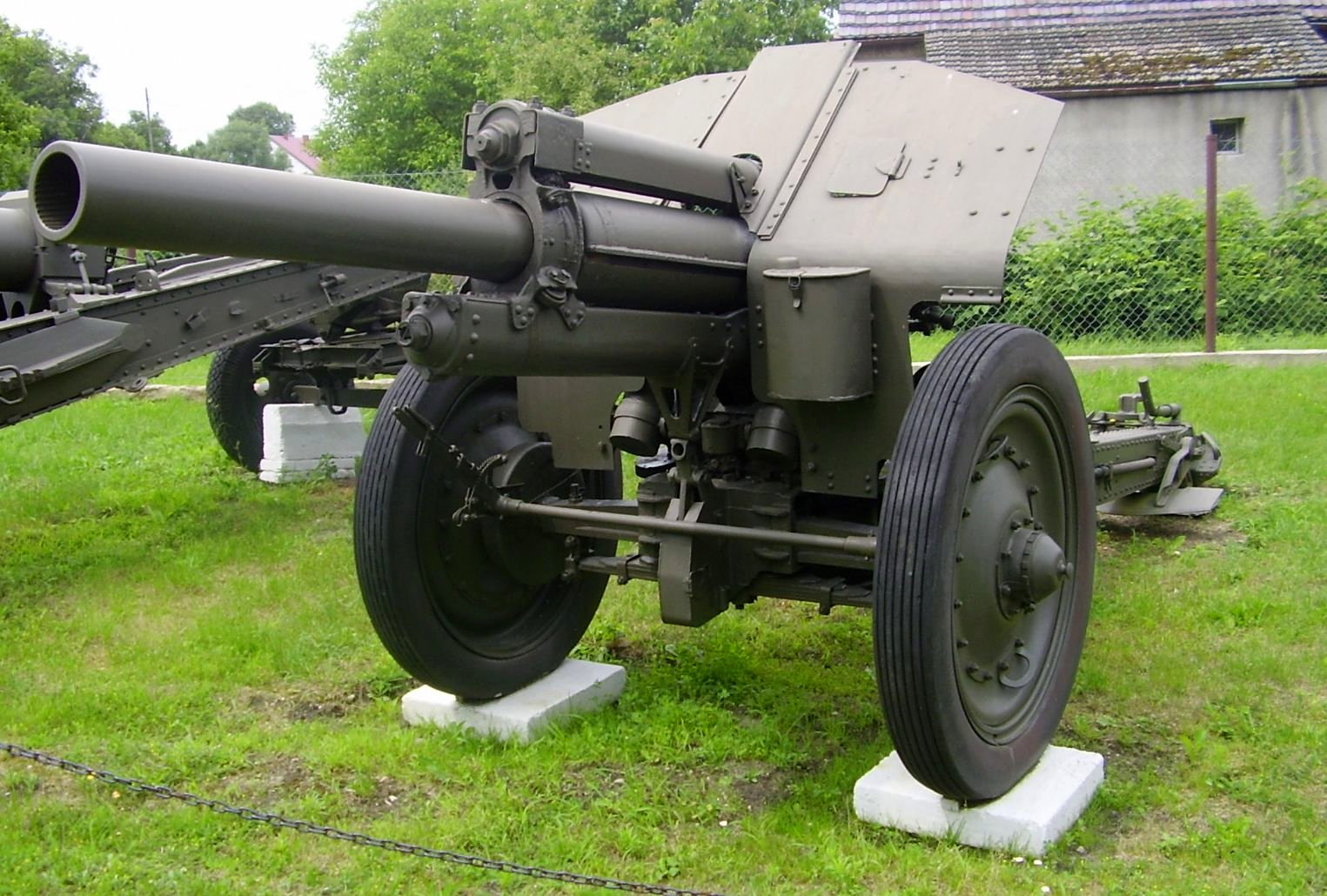
122 mm haubica wz. 1938 (M-30)

żołnierzy – 653 (oficerów – 70, podoficerów – 186, szeregowców – 397)
sprzęt:
- 122 mm haubice – 20
- rusznice przeciwpancerne – 20
- samochody – 53
- ciągniki – 25

## Działania bojowe
Pułk wchodził w skład 3 Brygady Artylerii Haubic.
Walczył w 1944 nad Wisłą o przyczółki na zachodnim brzegu.
Na Wale Pomorskim walczył pod Borujskiem, Wierzchowem i Żabinem.
Uczestniczył także w walkach w rejonie Alt Adlitz i Neurüdnitz oraz wspierał piechotę nad Ruppiner-Kanal i Hawelą.
Szlak bojowy zakończył 8 maja 1945 pod Stolzenhagen.
|  |  |  |  |  |

|  |  |